# Bernard Schmetz
Bernard Jules Robert Schmetz (Orléans, 1904. március 21. – Párizs 15. kerülete, 1966. június 11.) olimpiai és világbajnok francia párbajtőrvívó.